# Ernst Passavant
Friedrich Ernst Passavant (* 15. Mai 1824 in Frankfurt am Main; † 22. November 1909 ebenda) war ein deutscher Jurist und Politiker.
Ernst Passavant entstammte der Frankfurter Linie der Familie Passavant. Er war der Sohn des Handelsmannes und Mitglieds der Gesetzgebenden Versammlung der Freien Stadt Frankfurt Samuel Passavant (1787–1855) und jüngere Bruder von Philipp Gustav Passavant. Nach dem Besuch des Frankfurter Gymnasiums studierte er Rechtswissenschaften in Jena, Berlin und Heidelberg. Während seines Studiums wurde er 1843/44 Mitglied der Burschenschaft auf dem Fürstenkeller. Von der Universität Heidelberg wurde er zum Dr. jur. promoviert. 1847 erwarb er das Frankfurter Bürgerrecht und wurde Rechtsanwalt in Frankfurt am Main, ab 1850 mit eigener Praxis. Er betrieb volkswirtschaftliche Studien und Reisen. Er wurde Geheimer Justizrat.
Passavant setzte sich politisch für die Gewerbefreiheit und die Deutsche Nationalbewegung ein. 1848 erlebte er während eines Studienaufenthaltes in Paris die Februarrevolution als Augenzeuge mit. Im März 1848 kehrte er nach Frankfurt zurück und wurde Hilfssekretär des Vorparlaments. 1861 bis zum Ende der Freien Stadt Frankfurt 1866 gehörte er dem Gesetzgebenden Körper an. Ab 1864 war er dort erster Vizepräsident. Bis Anfang 1866 vertrat er großdeutsche Positionen und befürwortete einen Anschluss Frankfurts an Österreich, arrangierte sich aber nach der preußischen Annexion Frankfurts mit den neuen Verhältnissen.
Bei der Reichstagswahl Februar 1867 trat er im Reichstagswahlkreis Regierungsbezirk Wiesbaden 6 (Stadt Frankfurt) an, erhielt aber nur 301 Stimmen oder 4,1 % und konnte sich so nicht gegen den konservativen Kandidaten Mayer Carl von Rothschild durchsetzen. Eine Kandidatur zum Preußischen Abgeordnetenhaus lehnte er ab. Stattdessen wurde er Mitglied der Stadtverordnetenversammlung von Frankfurt. Dort wurde er stellvertretender Vorsitzender und Mitglied der Kommission um die ehemaligen Senatoren Samuel Gottlieb Müller und Emil von Oven, welche 1869 den Rezess zur Aufteilung des Vermögens der Freien Stadt in einen preußischen und einen städtischen Anteil verhandelte. Im Kaiserreich wurde er Mitglied der Nationalliberalen Partei. Von 1868 bis 1880 war er besoldeter Stadtrat und Leiter des Rechneiamtes.
Er war Förderer der Wissenschaften und Künste. Von 1853 bis 1860 war er Aktuar des lutherischen und von 1853 bis 1866 des reformierten Konsistoriums. Seit 1859 war er Mitglied des Deutschen Nationalvereins. Er übernahm den Vorsitz im Verein für das Historische Museum und war von 1860 bis 1868 Präsident der Polytechnischen Gesellschaft.